# Liste des accidents ferroviaires en France en 1937
Pour des articles plus généraux, voir Liste des accidents ferroviaires en France, Liste des accidents ferroviaires en France au XXe siècle et Liste des accidents ferroviaires en France dans les années 1930.
La liste des accidents ferroviaires en France en 1937, est une liste non exhaustive, chronologique par mois.

## Mars
- 7 mars 1937 - Sur la ligne d'Aire-sur-la Lys à Berck-Plage, à un passage à niveau non gardé, vers 19 heures 30, à Neuville-sous-Montreuil, un autorail percute une voiture qui prend feu. L'accident fera un mort et cinq blessés, dont deux dans un état désespéré[1].
- 13 mars 1937 - À 13 heures 10, entre Bourges et Montluçon, à Corquoy, juste avant Châteauneuf-sur-Cher, l'express Paris-Le Mont-Dore heurte un arbre déraciné par une tornade. La locomotive, le tender et le fourgon se couchent, et la première voiture, en bois, s'encastre dans le fourgon et est laminée. On en retirera treize morts et trois blessés[2].
- 30 mars 1937 - À 18 heures 30, le rapide Paris-Hendaye, composé de 11 voitures, déraille à 120 km/h au lieudit "La cabane", à deux kilomètres de la gare de Dax. Les trois derniers wagons sortent des rails, deux font une chute de 8 mètres dans un ravin rempli d'eau. Bilan : un mort et quarante-cinq blessés[3].

## Juillet
- 10 juillet 1937 - À la sortie de la gare du Mans, à 18 heures 45, un train pour Rennes, dont le mécanicien roule à une vitesse excessive malgré un signal d'avertissement percute l'arrière d'un train de voyageurs à destination de Caen, arrêté à un carré fermé. Le fourgon et les trois dernières voitures du train tamponné sont détruits. On en tirera neuf morts et trente-cinq blessés[4].
- 30 juillet 1937 - À Villeneuve-Saint-Georges, vers 23 heures, à la suite d'une erreur, la manœuvre d'un aiguillage sous les roues de l'express Paris-Saint-Étienne provoque son déraillement. Deux voitures sont disloquées, dont une en bois de laquelle on extraira la majorité des vingt-neuf morts et quarante blessés de l'accident[5]. En mars 1938, les deux aiguilleurs responsables et le mécanicien du train seront condamnés par le tribunal correctionnel de Corbeil à des peines de un mois à dix jours de prison avec sursis[6]. Le 27 juin 1938, la cour d'appel de Paris atténuera sensiblement cette condamnation en considérant d'une part que la faute commise par les inculpés était atténuée par leurs mauvaises conditions de travail en période de pointe du trafic, et d'autre part que l'importance des pertes humaines causées par l'accident était due à la négligence du PLM intercalant des véhicules en bois dans un convoi de voitures métalliques[7].

## Septembre
- 20 septembre 1937 - Sur la Ligne de Paris-Austerlitz à Bordeaux-Saint-Jean, quatorze kilomètres après Angoulême, par suite d'une erreur de signalisation, un express Bordeaux-Paris arrêté derrière un train de marchandises en gare de Vars est tamponné par le train qui le dédoublait en le suivant à huit minutes d'intervalle. On dénombrera sept morts et trente blessés, dont dix-sept graves[8].

## Octobre
- 16 octobre 1937 - Sur le passage à niveau de Port-d'Atelier-Amance, sur la ligne Paris-Mulhouse, vers 17 heures, le rapide Belfort-Paris lancé à 110 km/h percute et traine sur 800 mètres une camionnette dont les deux occupants sont tués[9].

## Novembre
- 1er novembre 1937 - À Calais, à la bifurcation des lignes pour Boulogne et pour Lille, vers 10 heures 30, par suite d'une avarie de son bogie avant, la locomotive du rapide Bruxelles-Calais-Maritime déraille sur les aiguillages à la sortie de la gare des Fontinettes et se couche. Le mécanicien et le chauffeur, ensevelis sous les braises du foyer, sont carbonisés. Tous les voyageurs sont indemnes[10].
- 7 novembre 1937 - Vers 4 heures, à la sortie sud de la gare de Creil, malgré un avis de marche prudente, un train de marchandises en percute un autre arrêté dans le brouillard, et les wagons renversés sur les voies lors de la collision sont percutés par un troisième train en provenance de Chantilly. Le double accident fait un mort et six blessés[11].
- 27 novembre 1937 - À Calais, vers 6 heures 30, au même endroit que celui de l'accident du 1er novembre, un train de marchandises venant d'Hazebrouck déraille. Le chef de train est tué[12].